# Pietro Bonfante
Pietro Bonfante (Poggio Mirteto, 26 giugno 1864 – Roma, 21 novembre 1932) è stato un giurista italiano.

## Biografia
Storico del diritto romano, insegnò nelle università di Torino, Pavia, Roma, dal 1915 a 1917 fu anche rettore della Bocconi di Milano.
Studiò all'Università di Parma, dove strinse una profonda amicizia con Alfredo Rocco e con Angelo Sraffa, padre dell'economista Piero.
Fu un eminente giurista del suo tempo, allievo di Vittorio Scialoja, esperto del diritto romano. Il pensiero bonfantiano si concentrava sull'importanza della storia del diritto romano come parte integrante della storia del diritto moderno, in particolare sosteneva un vincolo di tipo psicologico della nostra società con il diritto romano.
Era padre di Giuliano Bonfante e nonno di Larissa Bonfante.

## Opere
- L'origine dell'"hereditas" e dei "legata" nel diritto successorio romano, texte intégral, ed. Tip. dell'Unione cooperativa editrice, 1891.
- Le singole iustae causae usucapionis e il titolo putativo, Torino, Fratelli Bocca, 1894.
- Opere complete ed. A. Giuffrè, 1900.
- Il punto di partenza nella teoria romana del possesso, Torino, Fratelli Bocca, 1905.
- Istituzioni di diritto romano, ed. F. Vallardi, 1907.
- Scritti giuridici varii, ed. Unione tipografico-editrice torinese, 1916.
- Storia del diritto romano, ed. Società editrice libraria, 1923.
- Istituzioni di diritto romano, ed. G. Giappichelli, 1946.
- Lezioni di filosofia del diritto ed. A. Giuffrè, 1986.
- Opere complete di Pietro Bonfante, 12 voll.,

I, Storia del diritto romano. 1, Milano, A. Giuffrè, 1958.
II, Storia del diritto romano. 2, Milano, A. Giuffrè, 1959.
III, Corso di diritto romano. 1. Diritto di famiglia, Milano, A. Giuffrè, 1963.
IV, Corso di diritto romano. 2. La proprietà, 1, Milano, A. Giuffrè, 1966.
V, Corso di diritto romano. 2. La proprietà, 2, Milano, A. Giuffrè, 1968.
VI, Corso di diritto romano. 3. Diritti reali, Milano, A. Giuffrè, 1972.
VII, Corso di diritto romano. 4. Le obbligazioni (dalle lezioni), Milano, A. Giuffrè, 1979.
VIII, Corso di diritto romano. 6. Le successioni. parte generale, Milano, A. Giuffrè, 1974.
IX, Diritto romano, Milano, A. Giuffrè, 1976.
X, Istituzioni di diritto romano, Milano, A. Giuffrè, 1987.
XI, Lezioni di storia del commercio tenute nella Università commerciale Luigi Bocconi. 1, Era antica (mediterranea), Milano, A. Giuffrè, 1982.
XII, Lezioni di storia del commercio tenute nella Università commerciale Luigi Bocconi. 2, Era moderna (oceanica), Milano, A. Giuffrè, 1982.